# Grzybienie białe
Grzybienie białe (Nymphaea alba L.), zwyczajowo nazywane także nenufarem lub lilią wodną – gatunek byliny z rodziny grzybieniowatych (Nymphaeaceae). Jeden z około 50 gatunków z rodzaju grzybienie Nymphaea. Typ nomenklatoryczny dla rodzaju. Ze względu na efektowne, duże kwiaty pływające na powierzchni wody gatunek ten rozpowszechniony jest w uprawie, zwłaszcza w postaci odmian barwnie kwitnących. Jest to też roślina lecznicza, a dawniej także barwierska. W wielu krajach (też w Polsce) gatunek z powodu zagrożenia stanowisk naturalnych objęty został ochroną prawną.

## Rozmieszczenie geograficzne
W stanie dzikim występuje w niemal całej Europie aż po Ural i dalej do okolic Czelabińska, na Kaukazie, na Bliskim Wschodzie po Izrael na południu i Iran oraz Kaszmir na wschodzie. Obecny na niektórych wyspach Morza Śródziemnego (Korsyka i Baleary; natomiast na Sardynii i Sycylii ma status gatunku wymarłego) oraz w pasie wybrzeża Afryki północno-zachodniej (od Maroka po Tunezję).
Uprawiany jest w innych częściach świata o klimacie umiarkowanym, i jako zdziczały rośnie w Nowej Zelandii, Chile i Chinach. Introdukcje i ucieczki roślin z uprawy wpływają na rozmieszczenie gatunku w skali lokalnej także w obrębie zasięgu tego gatunku. Na rozprzestrzenienie gatunku w skali lokalnej i regionalnej miał wpływ wzrost trofii wód w XX wieku, przy czym z kolei nadmierne użyźnienie i zanieczyszczenie wód powodowało jego ustępowanie.
W Polsce gatunek jest pospolity na niżu, zwłaszcza na północy i zachodzie, nierzadki także w uprawie w stawach i oczkach wodnych. W górach jest rzadki. W Sudetach i na Pogórzu Karpackim występuje tylko na pojedynczych stanowiskach, w Karpatach jedyne jego stanowisko zachowało się koło Czarnego Dunajca w Kotlinie Orawsko-Nowotarskiej (weryfikacja w 2002 r.) i jest to najwyżej w Polsce położone jego stanowisko (652 m n.p.m.).

## Morfologia

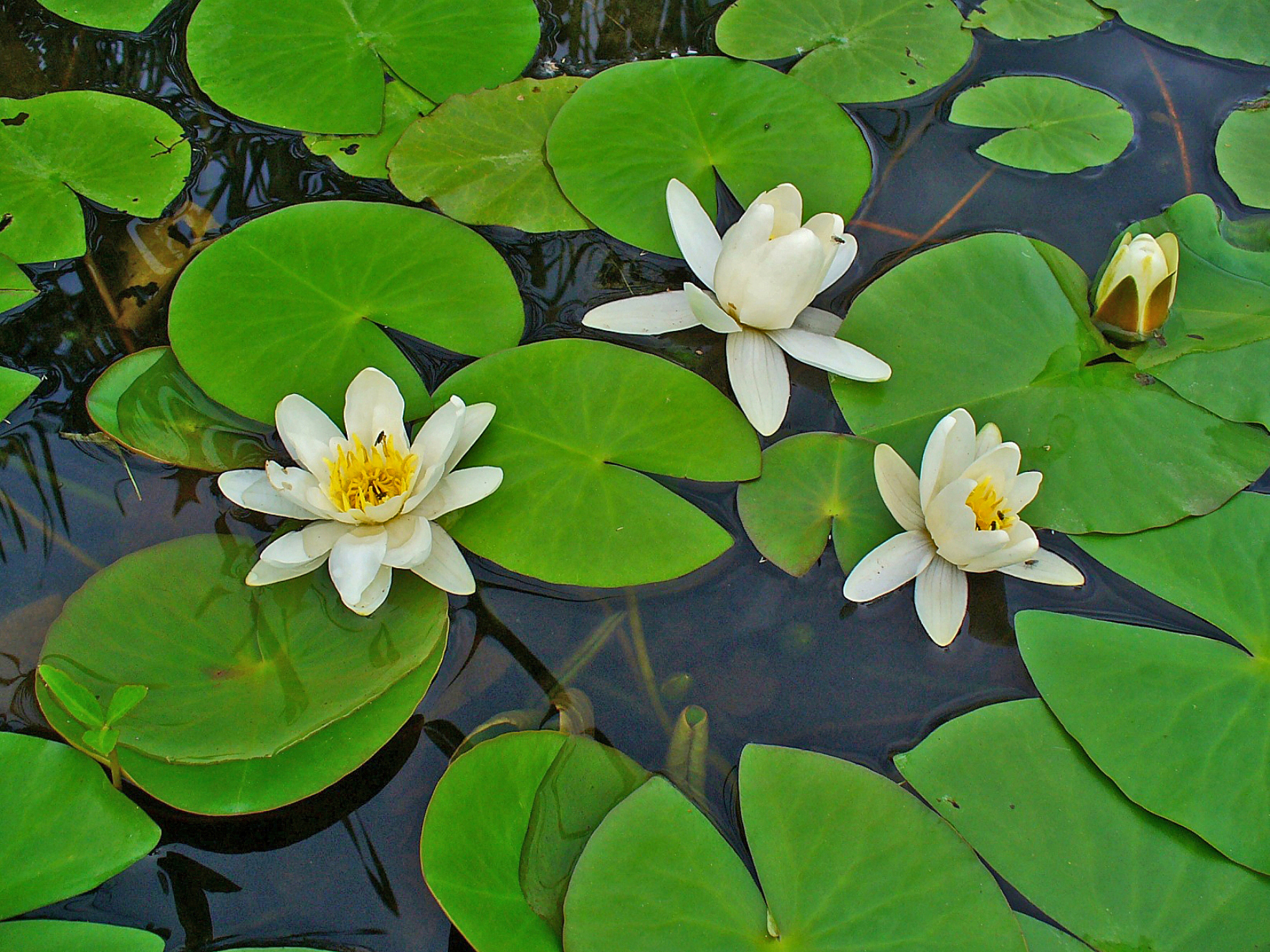
Pokrój roślin kwitnących

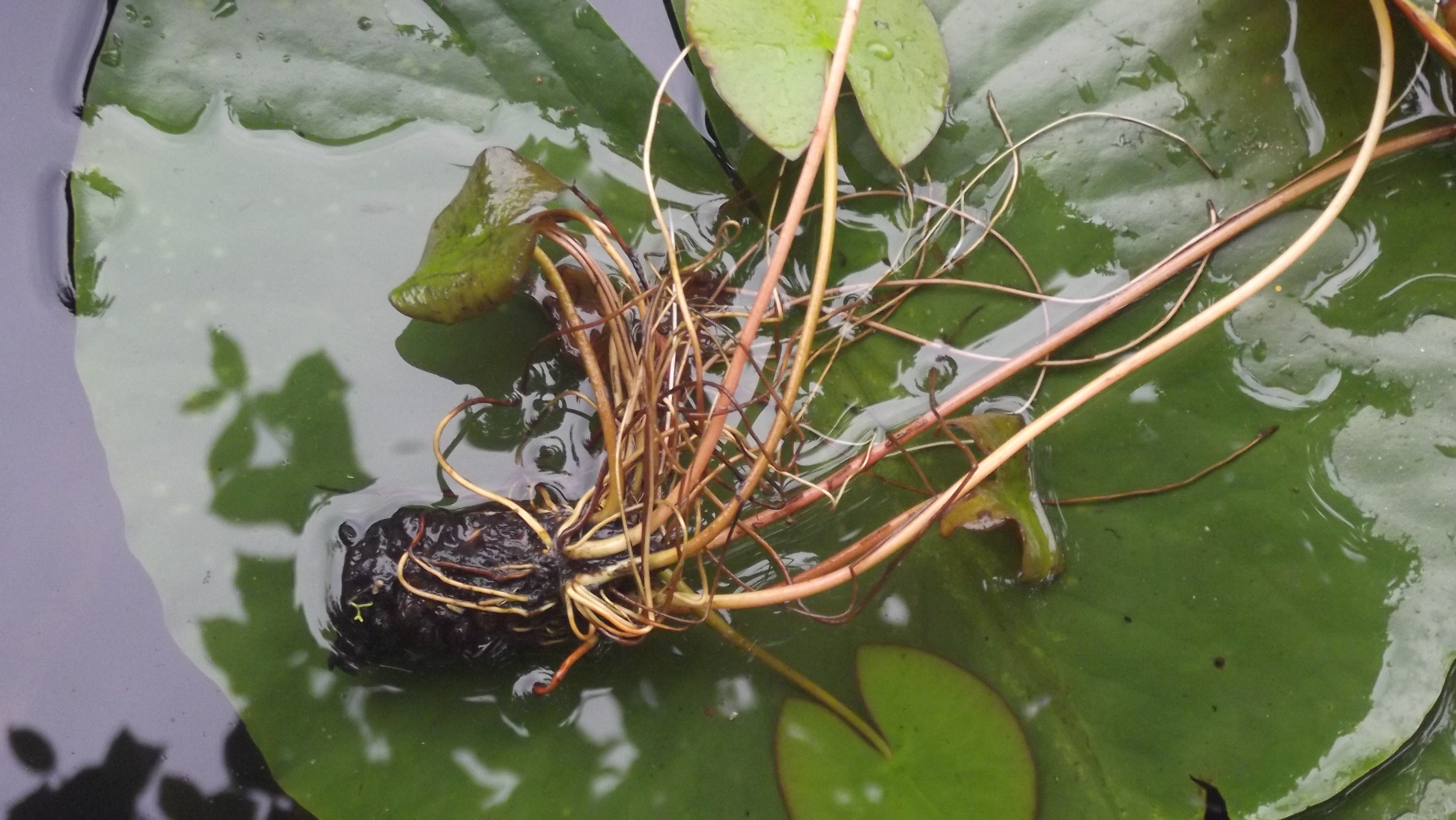
Młoda roślina

PokrójRoślina wodna, o grubych, walcowatych kłączach zakorzenionych na dnie, z liśćmi i kwiatami unoszącymi się na wodzie.
KłączeGrube, pełzające, walcowate, chropowate na powierzchni, zwykle osiągające 5 cm średnicy i do 1 m długości. Zakorzenia się w dnie, zagłębione w osadach. Liście wyrastają z wierzchołków kłącza, przy czym ślady po opadłych liściach rozmieszczone są dookoła kłącza.
LiścieLiście nagie, z długim (w zależności od głębokości wody nawet do 2,5 m) i okrągłym na przekroju ogonkiem, pływające na powierzchni wody. Rzadko występują też liście zanurzone, obecne tylko u młodych roślin. Liście podwodne mają zwiniętą, jajowatą blaszkę. Liście pływające unoszą się na powierzchni dzięki licznym komorom powietrznym w blaszce liściowej i ogonku oraz za sprawą śluzu wydzielanego przez włoski gęsto pokrywające spód liścia. Śluz ten chroni też liść przed wysychaniem. Górna powierzchnia liści pokryta jest z kolei woskami, dzięki czemu woda łatwo z nich spływa. Liście są skórzaste, koliste lub kolisto-jajowate, u nasady głęboko wycięte. Klapy u nasady liścia niemal zawsze są rozchylone, sporadycznie zbliżone lub zachodzące na siebie. Blaszka osiąga zazwyczaj od 25 do 31 cm długości (rzadziej od 16 do 38 cm), oraz od 24 do 27 cm szerokości (rzadko od 15 do 30 cm). Główne wiązki wybiegające z nasady blaszki przynajmniej na 1/3 przebiegu są proste. Żyłki drugiego rzędu połączone ze sobą przy brzegu liścia (cecha dobrze widoczna od spodu). Z wierzchu liście są ciemnozielone, od dołu jasnozielone, często też są czerwonawo lub bordowo zabarwione.

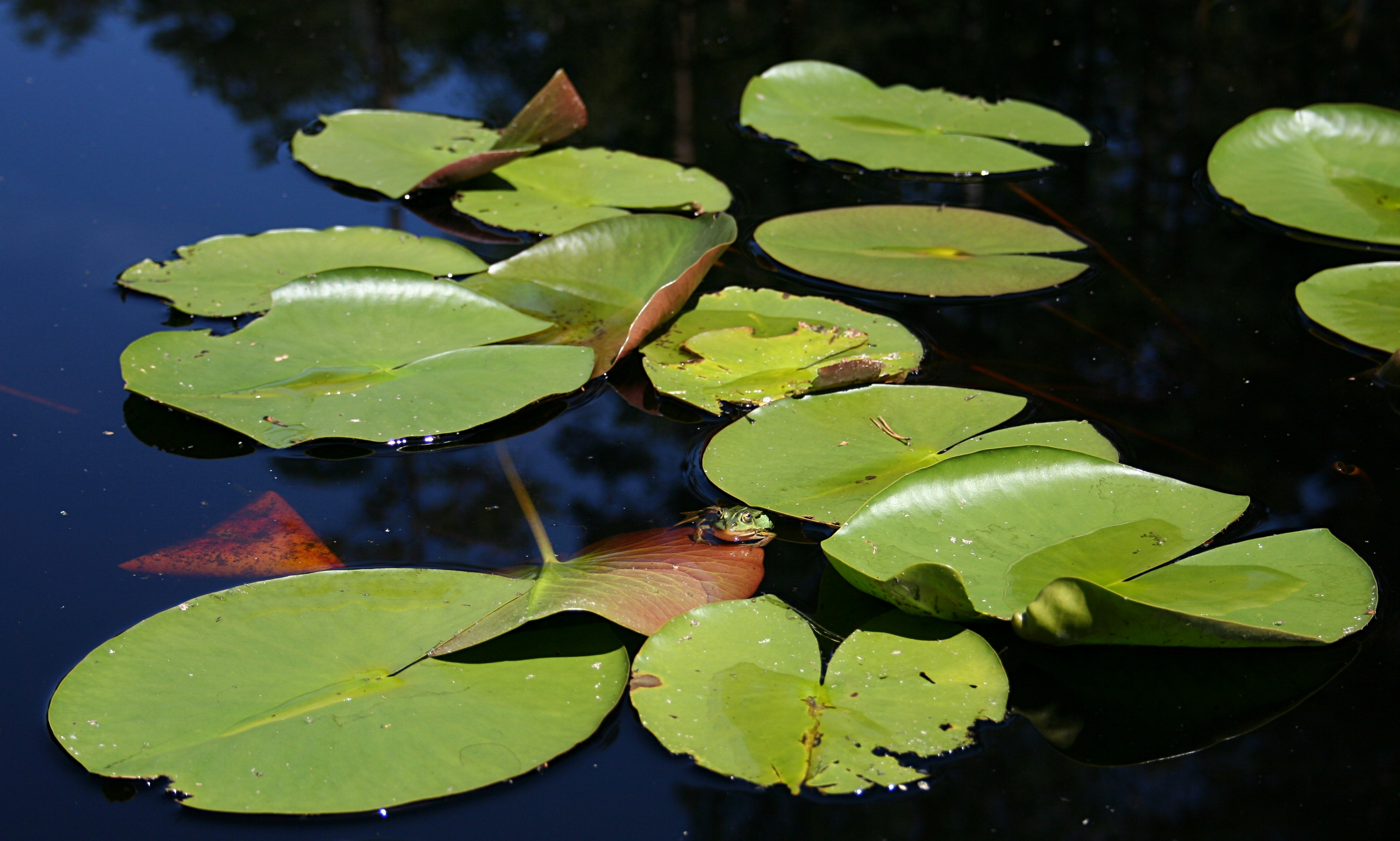
Liście unoszące się na powierzchni wody
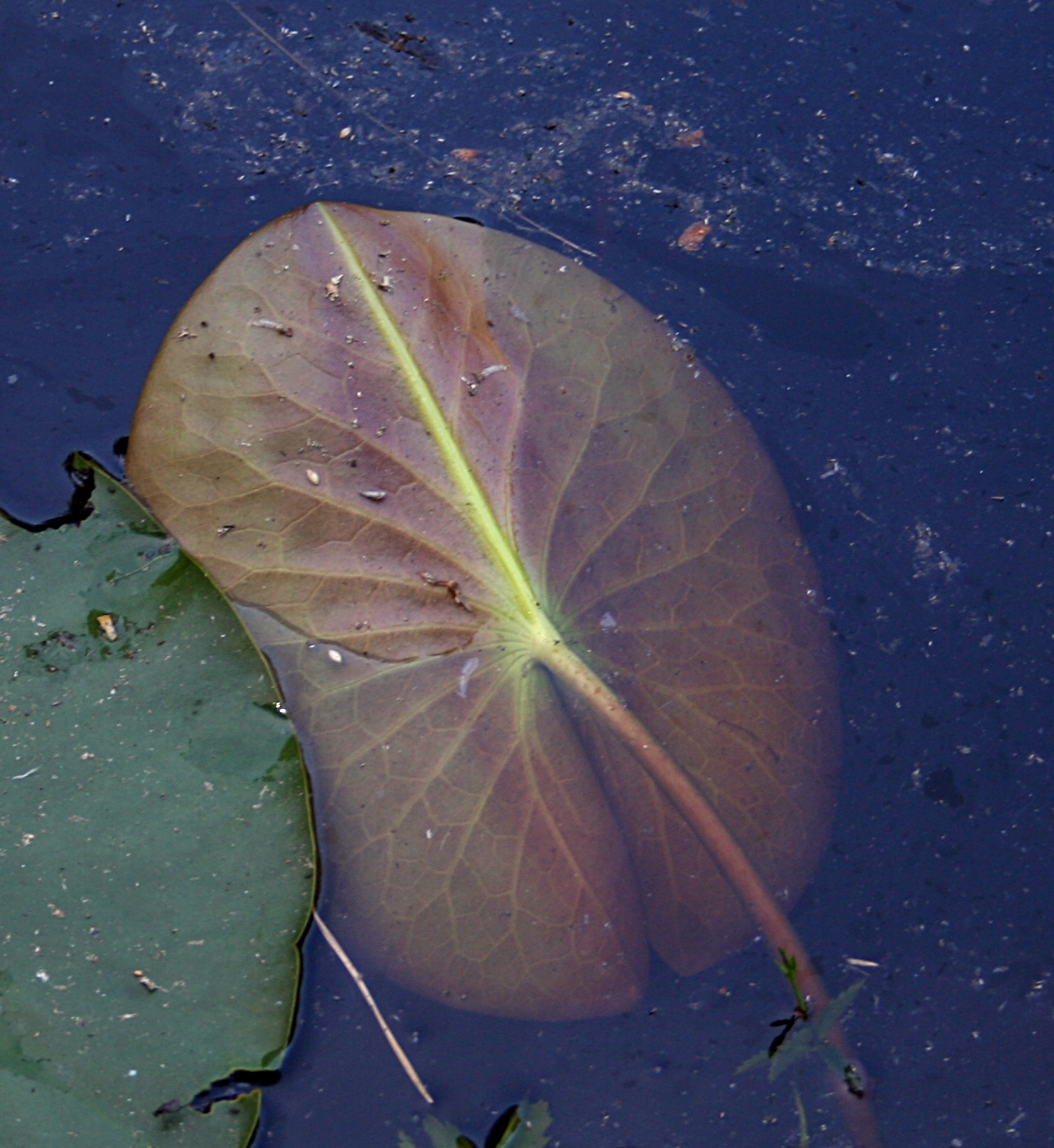
Spodnia strona liścia
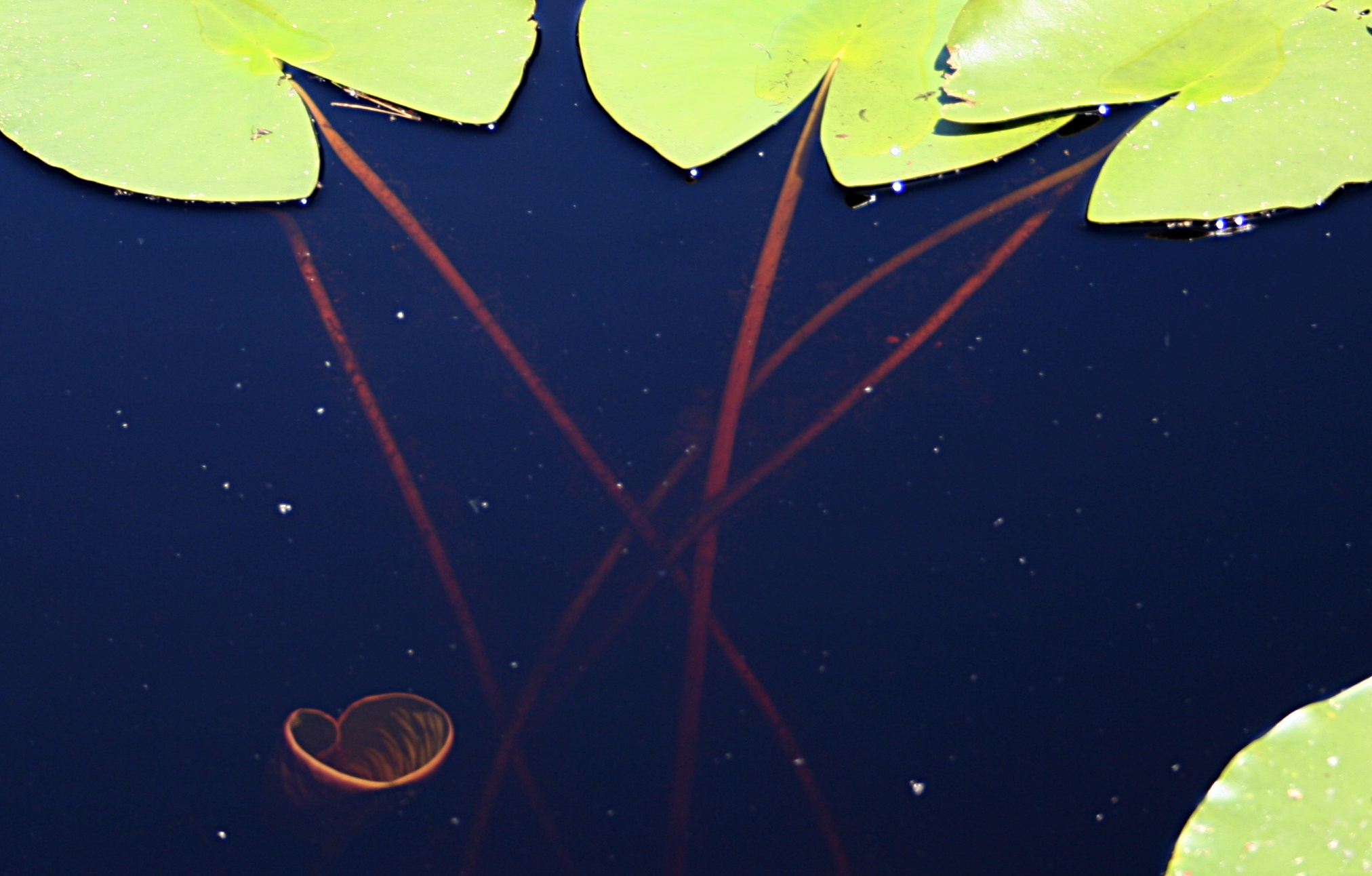
Długie ogonki liści

KwiatyObupłciowe, na długich do 3 m szypułkach, pływające, duże – zwykle o średnicy od 8 do 14 cm (rzadko, u odmian uprawnych do 20 cm) średnicy (największe kwiaty wśród roślin dziko występujących w Polsce). Pozbawione są miodników. Kielich jest czterodziałkowy, z działkami od zewnątrz zielonkawymi, od wewnątrz białymi, o długości 3–6 cm, o podstawie zaokrąglonej (w każdym razie niekanciastej). Płatki korony białe, liczne (do 20), dłuższe lub podobnej długości jak działki kielicha, ułożone spiralnie i stopniowo przechodzące w liczne pręciki. Pręciki są prawie do połowy swojej długości zrośnięte z zalążnią, mają nitki różnej długości, a ich liczba może dojść do 125. Nitki nawet najbardziej wewnętrznych pręcików nie szersze od pylników (mają postać pasków). Pojedynczy słupek powstaje w wyniku zrośnięcia 8–24 owocolistków. Zalążnia jest półdolna lub dolna – zrośnięta z kubkowatym dnem kwiatowym. Jest najszersza w górnej części. Zawiera liczne zalążki zwisające na wewnętrznych ścianach owocu. Znamię słupka jest żółte, płaskie, zbudowane z 8–24 promieni, w środku przerośnięte przez wystające półkoliście dno kwiatowe.

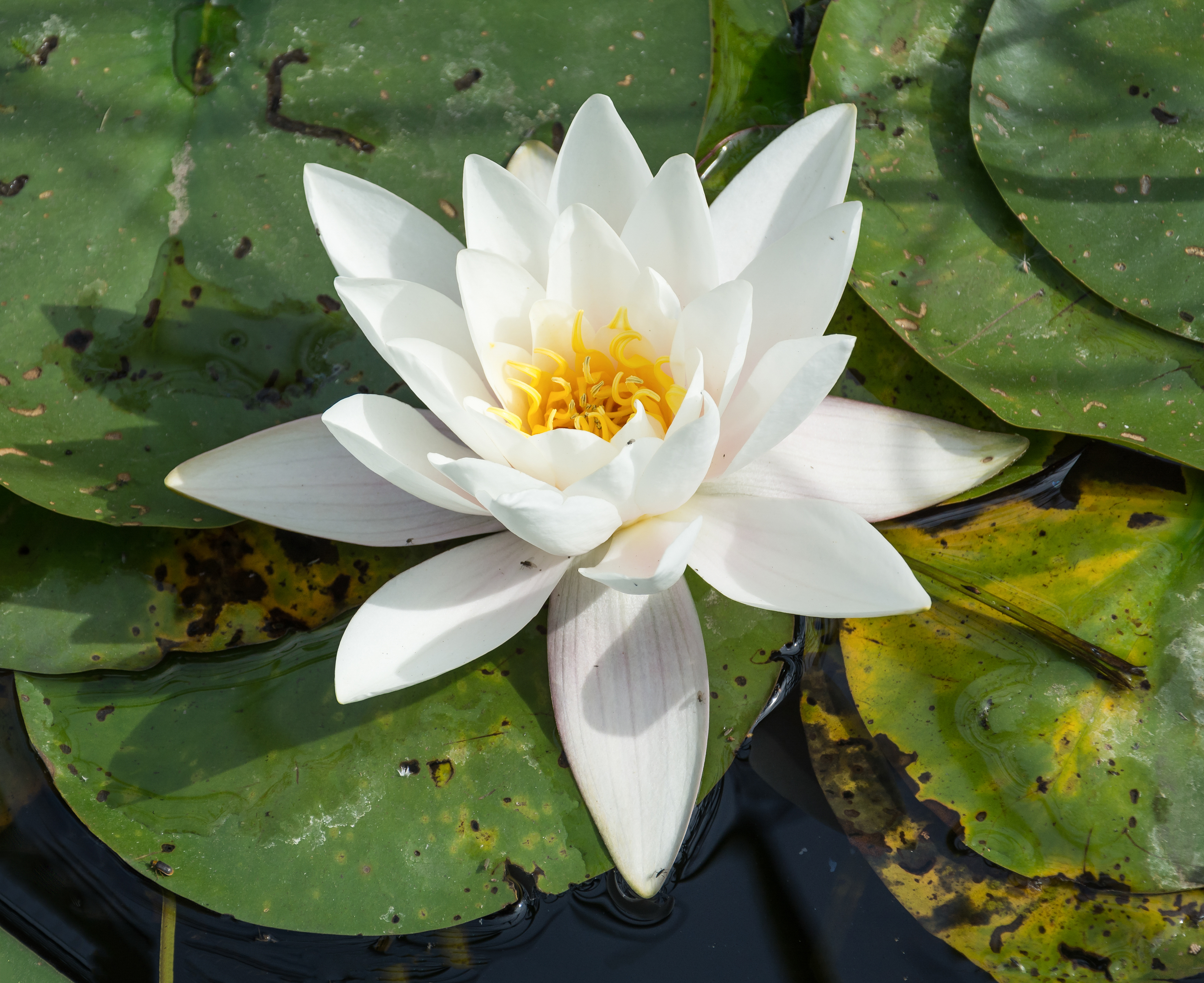
Kwiat z góry
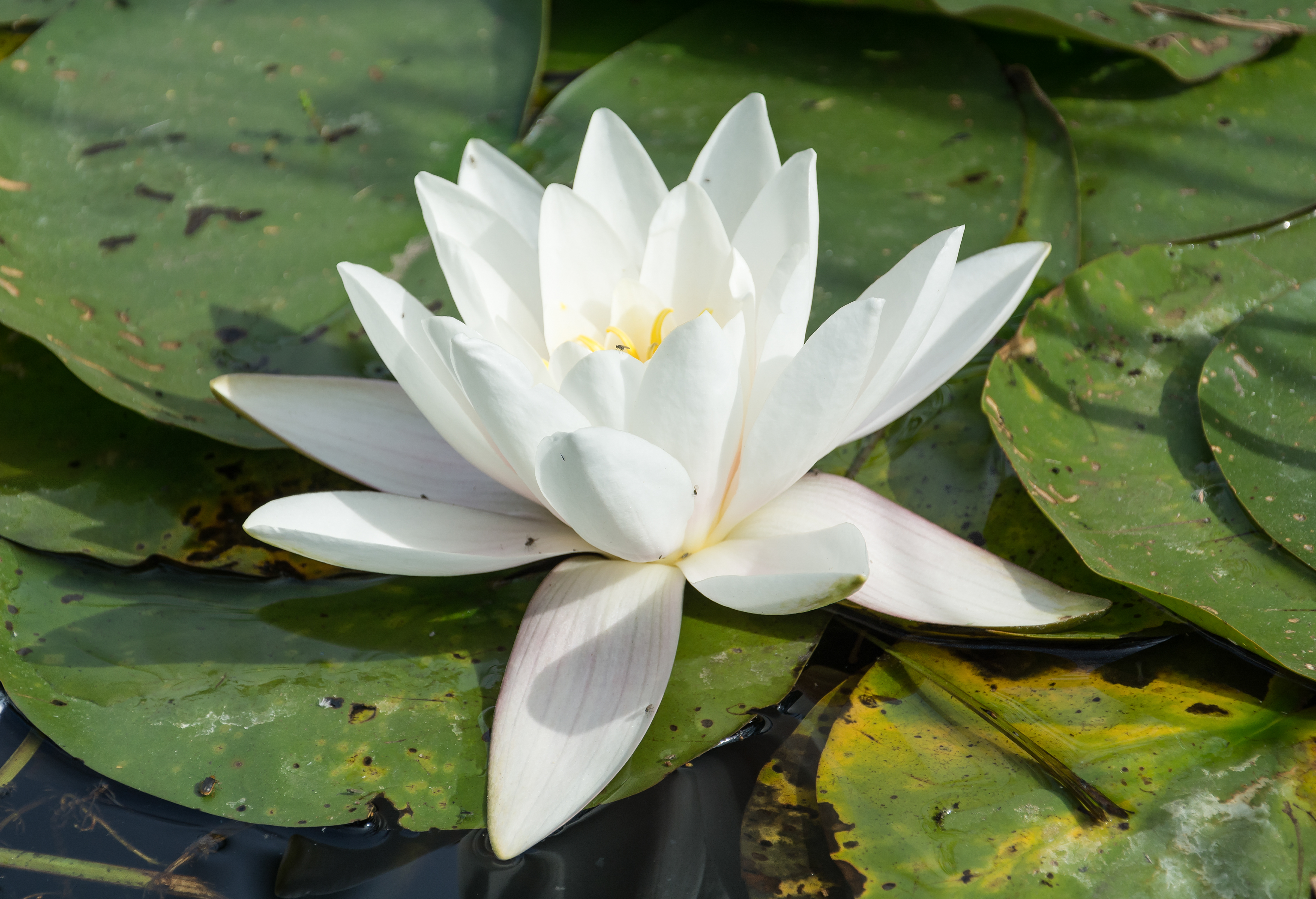
Kwiat z boku
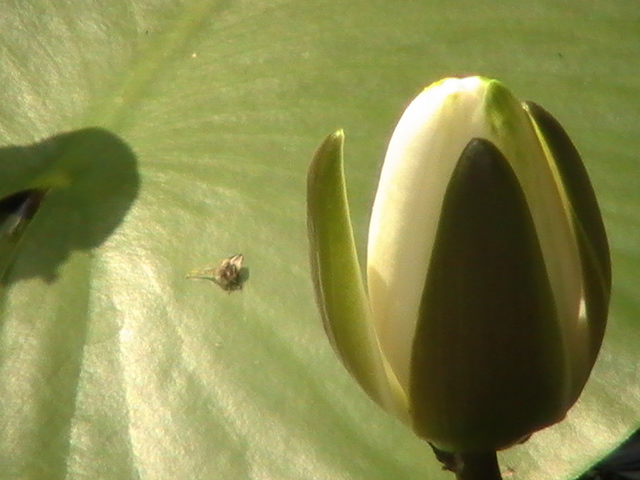
Pąk kwiatowy

OwoceKulistawe do jajowatych, wielonasienne, mięsiste, jagodopodobne torebki, pękające nieregularnie, zielone, ze śladami po pręcikach, z kolistą nasadą, na szczycie z tarczą znamieniową podobnej szerokości lub nieznacznie mniejszą od owocu. Osiągają od 18 do 40 mm średnicy. Nasiona mają kształt eliptyczny, z niskim żebrem na grzbiecie. Są długości od 4,7 do 5,5 mm i szerokości od 2,4 do 2,8 mm. Łupina nasienna gładka, barwy brązowozielonej do brunatnoczerwonej.

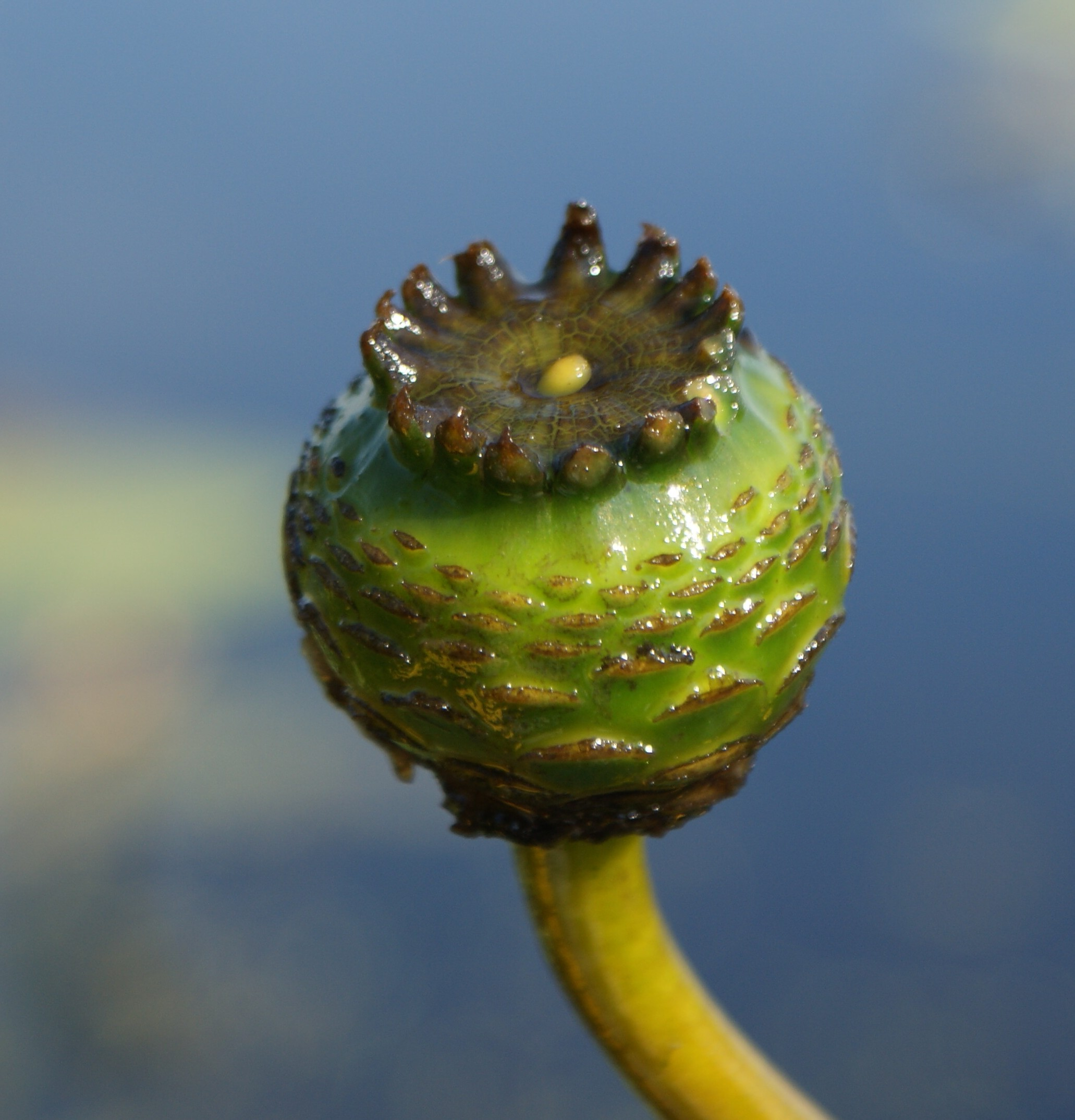
Owoc

Gatunki podobneRośliny kwitnące pomylić można łatwo z grzybieniami północnymi Nymphaea candida. Rośliny tego gatunku różnią się nitkami najbardziej wewnętrznych pręcików szerszymi od pylników (mają one kształt lancetowaty do zaokrąglonego) oraz przedłużeniem słupka wystającym między promieniami znamienia dłuższą i stożkowatą. Kolejne cechy powtarzane w literaturze nie są jednoznaczne diagnostycznie i zalicza się do nich: znamię słupka ciemnożółte do czerwonego, wgłębione, zbudowane z 6–14 promieni; nasada kielicha czworokątna, a klapy u nasady liścia często zachodzące na siebie; główne wiązki przewodzące od nasady liścia biegną łukowato; tarcza znamieniowa jest węższa o 1/2 do 1/3 niżeli owoc. Grzybienie północne rosną zwykle w głębszych miejscach i rzadko wchodzą w skład zbiorowisk wodno-szuwarowych.
W stanie bezkwiatowym grzybienie białe mogą mylić się także z grążelami, które mają podobne owalne, pływające liście. U grzybieni wiązki przewodzące (nerwy) przy brzegu liścia są jednak wyraźnie połączone, a u grążeli rozgałęziają się widlasto i rozchodzą przy brzegu liścia. Poza tym u grążeli owoc unosi się na powierzchni wody aż do dojrzenia (u grzybieni tonie), a kłącze jest lekko spłaszczone (grzbieciste) i ślady liściowe ma tylko na górnej powierzchni.

## Biologia
RozwójNasiona rozprzestrzeniane są za pomocą wody (→ hydrochoria) i zwierząt (→ zoochoria). Po uwolnieniu z owoców unoszą się na wodzie za sprawą gąbczastej osnówki oraz śluzu wydzielanego przez komórki epidermy łupiny nasiennej. Po zgniciu osnówki (co zajmuje 1–3 dni) nasiono opada na dno zbiornika. Dzięki osnówce nasiono nie tylko nie tonie od razu, ale także z powodu jej lepkości nasiona przylepiają się do ptaków wodno-błotnych i przez nie bywają rozprzestrzeniane. Nasiona spożyte przez ptaki i ryby tracą zdolność kiełkowania. Podobnie nie kiełują nasiona, które na 4 tygodnie lub dłużej znajdą się poza wodą. Nasiona kiełkują wczesnym latem w kolejnym roku od powstania. Kiełkowanie może nastąpić w warunkach beztlenowych. Siewka pozbawiona jest hipokotylu i liścieni. Gładki epikotyl ma długość ok. 3 cm. Nad nim rozwijają się skrętolegle pierwsze liście właściwe. Ich pochwiasty u nasady ogonek liściowy ma 1 do 3 cm długości, a jajowata i całobrzega blaszka ma długość od 1 do 1,5 cm.
Roślina zimuje w postaci kłącza. Zawiązki młodych liści wyrastają z niego podczas przedwiośnia, po osiągnięciu przez wodę temperatury 7 °C, a pojawiają się na powierzchni na początku fenologicznej wiosny. Kwiaty pojawiają się na powierzchni wody od czerwca do października. Otwierają się tylko za dnia (minimalna temperatura konieczna do kwitnienia to 18 °C) i zamykają na noc (w dni słoneczne otwarte są zwykle od ok. godziny 7 do 17). Są zapylane przez owady, głównie muchówki, przy czym zapylenie krzyżowe nie jest niezbędne – gatunek jest samopylny. Kwiaty mają delikatny, łagodny zapach i trwałość 3–5 dni. Po przekwitnięciu szypułka kwiatowa skręca się spiralnie wciągając rozwijający się owoc pod powierzchnię wody, gdzie on dojrzewa. Po dojrzeniu owoce odpadają od szypułki, przez jakiś czas unoszą się na wodzie, po czym pękają nieregularnie, uwalniając nasiona. Jesienią liście zamierają.
Istotną rolę w rozprzestrzenianiu rośliny odgrywa rozmnażanie wegetatywne za pomocą kłącza.
Cechy fitochemiczneKłącza zawierają do 20% skrobi, a nasiona do 47%, poza tym garbniki, glikozyd (nimfalinę). W kwiatach i kłączu występują alkaloidy seskwiterpenowe (nufarydyna, nufaramina, nufamina), a w kwiatach i liściach 25 różnych flawonoidów, w kwiatach obecne są także różne kwasy organiczne.
Działanie toksyczneAlkaloidy działają na ośrodkowy układ nerwowy człowieka i zwierząt gospodarskich, porażając korę mózgową.
Liczba chromosomów2n = 48, 64, 84, 96, 105, 112.

## Ekologia

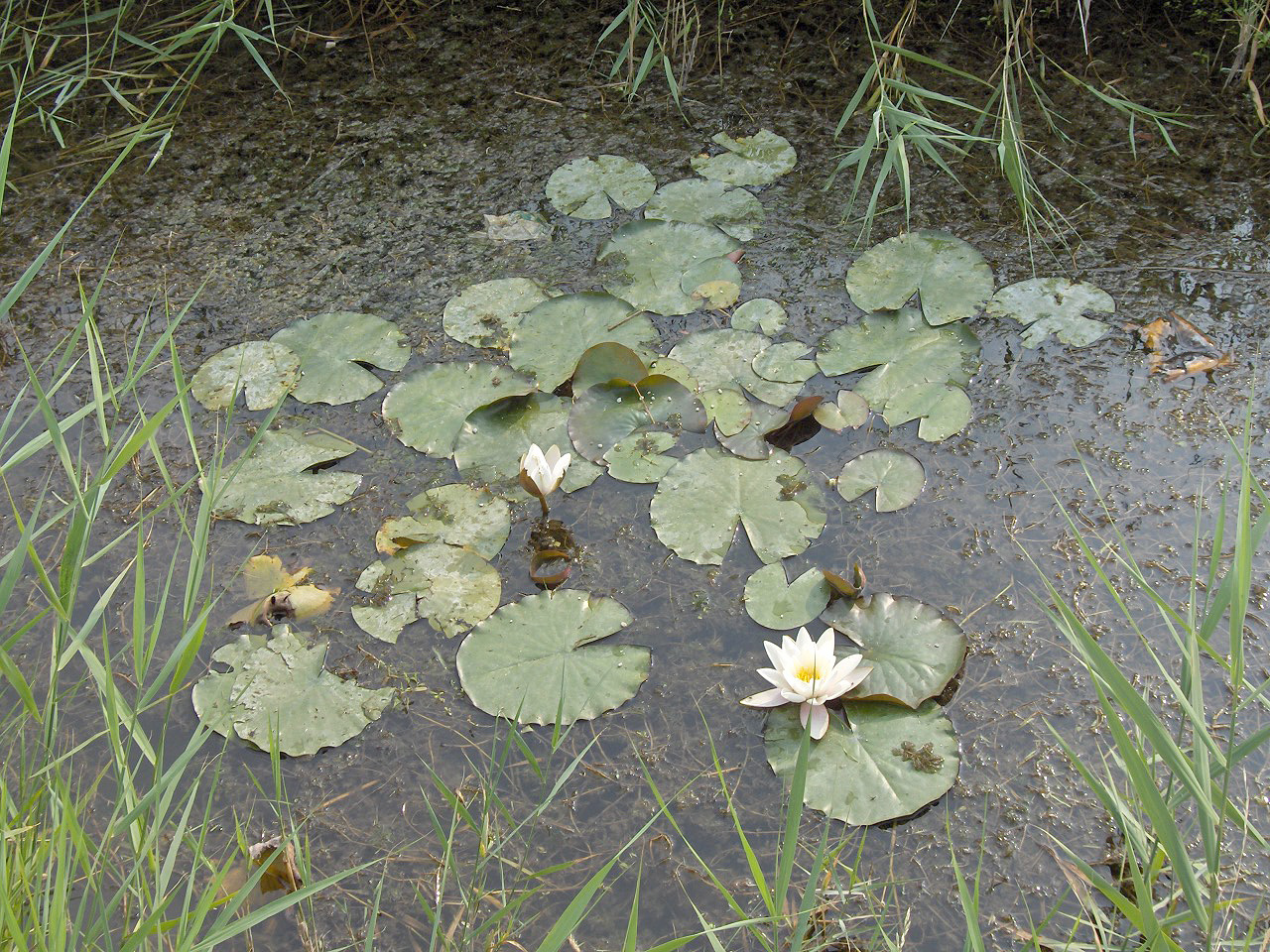
Grzybienie białe w zarastającym zbiorniku

### Siedlisko
Hydrofit rosnący w mezo- i eutroficznych, słabo kwaśnych do alkalicznych (pH 5.5–8.3), płytkich wodach stojących lub wolno płynących, o głębokości rzadko przekraczającej 1,5 m, maksymalnie wynoszącej 2,5 m i dnie piaszczysto-mulistym lub mulistym, czasami torfowym (jest gatunkiem wskaźnikowym miękkiego dna). Rośliny te spotkać można w starorzeczach, stawach, przybrzeżnych strefach jezior, w wodach wolno płynących kanałów i zakolach rzek oraz w szerokich rowach. Nie rosną w rzekach o wartkim nurcie i ciekach z intensywnym ruchem jednostek pływających.
Grzybienie białe dobrze znoszą okresowe wynurzenie i w bardzo płytkich i wysychających akwenach tworzą formy lądowe cechujące się małymi rozmiarami liści i kwiatów. Formy lądowe zasiedlają też ostatnie stadia zarastania zbiorników. Masowe występowanie grzybieni w zbiorniku świadczy o zaawansowanym procesie jego wypłycania. Wyrastanie liści ponad poziom wody, zwykle z wywiniętymi wówczas też brzegami, świadczy o rozwoju roślin w bardzo dużym zagęszczeniu lub bardzo znacznym wypłyceniu. Grzybienie produkują duże ilości biomasy, jednak znaczna jej część (liście i kwiaty) ulega szybkiemu rozkładowi. Rozległe i gęste płaty tworzy też w miejscach osłoniętych, np. w zacisznych zatokach. Wspólnie m.in. z grążelem żółtym i rdestnicą pływającą jest gatunkiem charakterystycznym dla strefy roślin o liściach pływających tworzącej się między pasem zanurzonych rdestnic i wywłóczników a szuwarami wysokimi.

### Interakcje międzygatunkowe
Często występuje w zbiorowiskach nymfeidów, których jest typowym przedstawicielem, z innymi roślinami wodnymi, szczególnie grążelem żółtym – w odróżnieniu od niego jednak wnika też w szuwary, gdzie z innymi roślinami tworzy zespoły roślin wodno-szuwarowych. Jest gatunkiem charakterystycznym dla zespołu roślinności Nupharo-Nymphaeetum albae i związku Nymphaeion.
Grzybienie są rośliną pokarmową wielu zwierząt. Na liściach żerują larwy i owady dorosłe chrząszczy – szarynki grzybieniówki Galerucella nymphaeae, rzęsielnicy grzybieniówki Donacia crassipes, Mononychus punctumalbum. Liśćmi i kwiatami żywią się gąsienice molika nymfy świtezianki Nymphula nymphaeata. Na gatunku tym żerują też mszyce Rhopalosiphum nymphaeae, larwy muchówek – Endochironomus tendens, Cricotopus ornatus i Cricotopus trifasciatus, błotniarka stawowa Lymnaea stagnalis, skorupiaki – rak błotny Astacus leptodactylus i Cambaroides dauricus. Spośród kręgowców grzybienie zjadają: desman ukraiński Desmana moschata, karczownik ziemnowodny Arvicola amphibius, piżmak amerykański Ondatra zibethicus i nutria amerykańska Myocastor coypus oraz liczne kaczkowate.

## Systematyka i zmienność

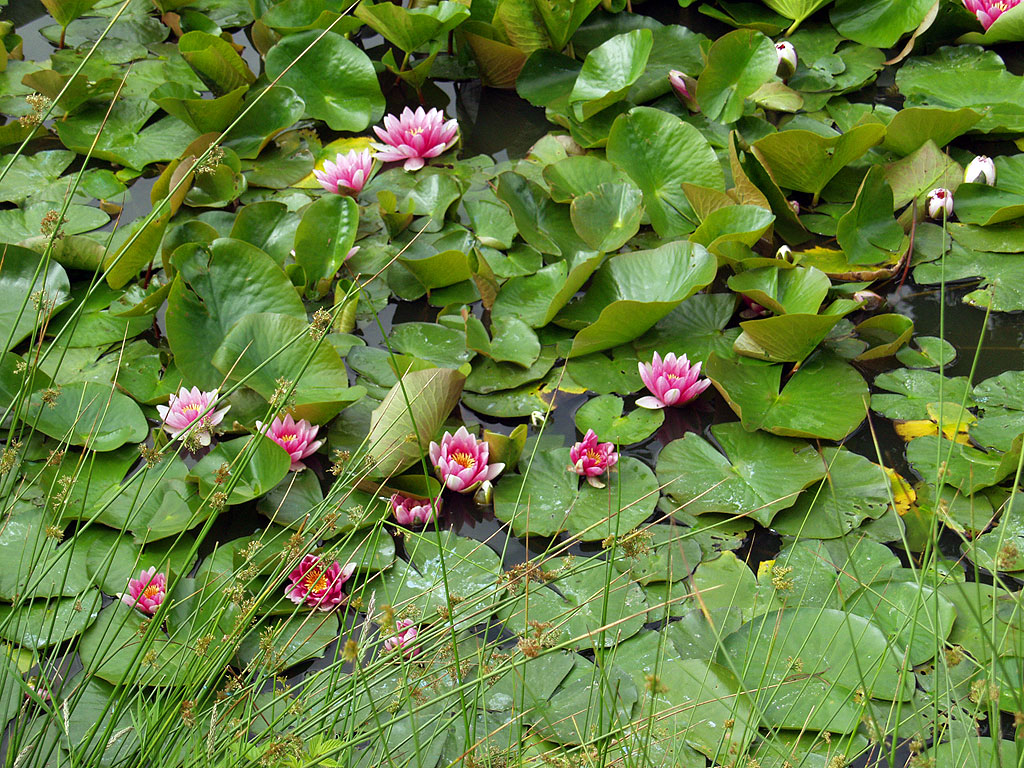
Kultywar o kwiatach różowych

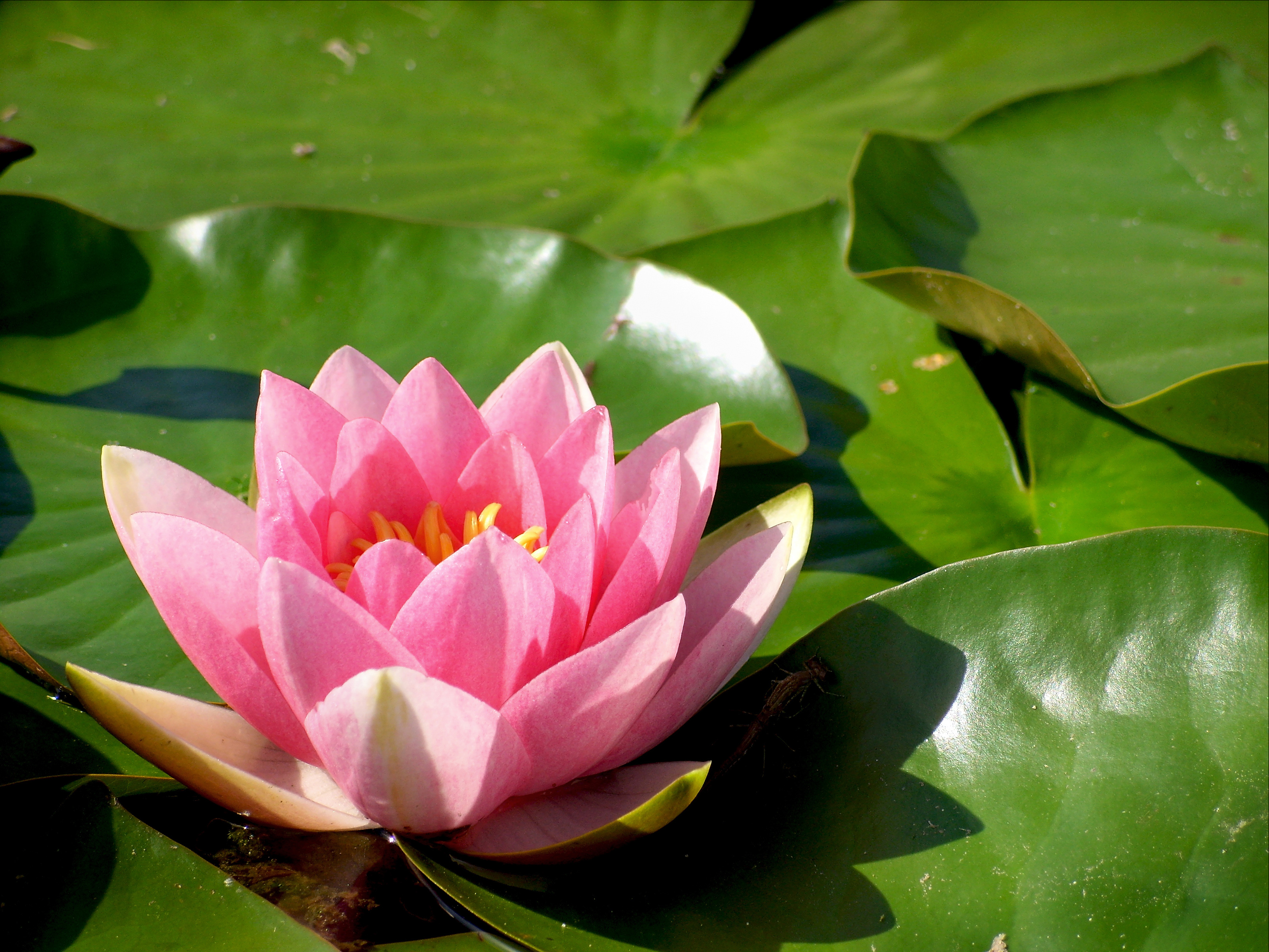
Kultywar o kwiatach różowych

W naturze tworzy mieszańce z grzybieniami północnymi = Nymphaea × borealis Camus. Osobniki wykazujące morfologiczne cechy pośrednie między typowymi dla obu tych gatunków są powszechnie określane jako Nymphaea × borealis, jednak badania genetyczne wskazują, że zdecydowana większość tak określonych osobników w istocie nie jest hybrydami, lecz przedstawicielami albo N. alba, albo N. candida. Rzadziej zdarza się też sytuacja przeciwna, to jest osobniki morfologicznie zbliżone do gatunku rodzicielskiego genetycznie są mieszańcami. Z tego też powodu nierzadko badacze ograniczają się do podania jedynie nazwy rodzajowej.
Gatunek jest bardzo zmienny, co wiąże się z dużym znaczeniem rozmnażania wegetatywnego w rozprzestrzenianiu roślin – pozwala to bowiem na utrzymywanie się i ekspansję form mieszańcowych i zawierających różnego rodzaju mutacje.
Wyróżnia się dwa podgatunki:
- N. alba L. subsp. alba – podgatunek nominatywny z cechami typowymi dla gatunku; kwiaty o średnicy od 9 do 20 cm, owoc jajowaty z bliznami po pręcikach sięgającymi szczytu.
- N. alba subsp. occidentalis (Ostenf.) Hyl. – roślina o mniejszych rozmiarach, z owocem kulistawym, z bliznami po pręcikach sięgającymi ok. połowy jego wysokości, liście do 13 cm średnicy; kwiaty do 12 cm średnicy, promieni na tarczy znamienia jest od 10 do 15, owoc poniżej 3 cm średnicy. Występuje w północnej Europie (Szkocji, Irlandii, Norwegii, Danii) oraz w Alpach.

Odmiany botaniczne wskazywane jako należące do flory Polski mają dyskusyjny status i ich znaczenie taksonomiczne jest kwestionowane:
- N. alba var. urceolata (Hentze) Casp. – tarcza znamienia głęboko lejkowata, bardzo rzadko na Mazurach,
- N. alba var. sphaerocarpa Casp. – znamię płaskie, owoc kulisty, odmiana najczęstsza,
- N. alba var. depressa Casp. – znamię płaskie, owoc kulistawy, spłaszczony, bardzo rzadko na Mazurach,
- N. alba var. oviformis Casp. – znamię płaskie, owoc jajowaty, bardzo rzadko na Pomorzu,
- N. alba var. minor DC. (prawdopodobnie synonim N. alba subsp. occidentalis) – kwiaty małe (5–8 cm średnicy) i słaby wzrost, liście do 20 cm średnicy (rośliny mniejsze o 1/3 do 1/2 od form typowych). Występuje w Środkowo-południowej Europie.

W uprawie częste są kultywary (znacznie bardziej popularne niż gatunek botaniczny), zwykle odmiany wyselekcjonowane, rzadziej oryginalne. Szczególnie cenione są w uprawie grzybienie o kwiatach barwnych (w różnych odcieniach koloru czerwonego, różowego i żółtego) oraz odmiany o liściach przebarwionych na kolor fioletowoczerwony w całości lub w formie plam. Rośliny o kwiatach fioletowych i niebieskich to mieszańce z gatunkami tropikalnymi, które w warunkach klimatycznych Polski nie są w stanie przetrwać zim.
Nomenklatura uprawnych grzybieni o pochodzeniu mieszańcowym jest niejednolita z powodu częstego tworzenia nazw przez hodowców, którzy nie ujawniają taksonów rodzicielskich. Między innymi najsłynniejszy twórca wielu odmian grzybieni – Francuz Joseph Bory Latour-Marcilac – zmarł w 1911 r. nie zdradzając swoich sekretów krzyżowania. W związku z tym w odniesieniu do grzybieni ozdobnych często stosowana jest nazwa zbiorowa N. × hybrida, hort.
Przykładami odmian znalezionych w naturze (odmian oryginalnych) są N. alba ‘Rubra’, roślina o kwiatach czerwonych znaleziona w stanie dzikim w jeziorach Feyer i Fagertärn w prowincji Närke w środkowej Szwecji oraz N. alba ‘Rosea’ kwitnąca różowo.
Większość kultywarów to mieszańce zwykle wyżej wymienionych odmian barwnie kwitnących z gatunkami obcymi:
- N. × andreana (powstałe ze zmieszania południowoamerykańskich grzybieni N. mexicana i N. alba ‘Rosea’) ma kwiaty ciemnofiołkowe z odcieniem żółtym,
- N. × atripurpurea (mieszaniec N. odorata i N. alba ‘Rosea’) ma kwiaty ciemnoróżowe,
- N. × aurora (mieszaniec N. tetragona, N. alba ‘Rosea’ i N. flava) ma kwiaty najpierw pomarańczowe, z czasem coraz ciemniej czerwone,
- N. × leydekeri (mieszaniec N. tetragona i N. alba ‘Rubra’) ma kwiaty liczne i niewielkie, ciemnopurpurowe (zwłaszcza u mieszańców N. × leydekeri × N. alba ‘Rubra’),
- N. × marliacea ‘Chromatella’ (mieszaniec N. mexicana i N. alba) ma kwiaty żółte[37].

## Nazwa
Nazwa naukowa
- Synonimy[38]: Nymphaea biradiata Sommerfeldt 1833, Flora (Regensb.), 16 : 625, Nymphaea exumbonata Rupr. 1854, Bull. Phys.-Math. Acad. Pétersb., 12 : 219, Nymphaea minoriflora (Simonk.) E.D.Wissjul. 1953, Nymphaea officinalis Gaterau 1789, Pl. Montauban: 99, Nymphaea occidentalis (Ostenf.) Moss 1920, Castalia alba (L.) Wood. 1806, Castalia speciosa Salisb. 1806, Leuconymphaea alba (L.) Kuntz 1891.
- Pochodzenie: nazwa rodzajowa Nymphaea pochodzi z języka greckiego i oznacza roślinę należącą do nimf. Według starogreckiego podania roślina wyrosła z ciała nimfy zmarłej z powodu zazdrości o Heraklesa[12]. Nazwa ta pojawia się dziełach Teofrasta i Dioskuridesa. Nazwa gatunkowa alba pochodzi z języka łacińskiego, oznacza „biały” i nawiązuje do barwy kwiatów[39].

Nazwa zwyczajowa
- Nazwa grzybienie białe w oficjalnym polskim nazewnictwie botanicznym obecnie występuje tylko w liczbie mnogiej (należy do pluralia tantum podobnie jak np. spodnie, sanki) i jest rodzaju niemęskoosobowego. Błędem jest stosowanie nazwy w liczbie pojedynczej w rodzaju męskim – grzybień biały. Zanim doszło do ustalenia tej formy nazwa w liczbie pojedynczej pojawiała się jednak w szeregu źródeł, m.in. użyta została przez Józefa Rostafińskiego i Jana Kluka. Słowo grzybień odnosiło się także do żabiścieku pływającego i bobrka trójlistkowego. Zanim nazwy roślin zostały ustalone w piśmiennictwie naukowym, nazwa grzybienie była także używana w odniesieniu do grążela żółtego (=grzybienie żółte)[40].
- Pewne zamieszanie w nazewnictwie zwyczajowym wprowadził Władysław Kopaliński, który w Słowniku wyrazów obcych i zwrotów obcojęzycznych[41] utożsamił nenufary z grążelami. Specjalistyczne źródła językowe[40] i źródłosłów (arabskie określenie kwiatu lotosu, podobnego do grzybieni, nie do grążela) świadczą o jego pomyłce.
- O popularności i znaczeniu grzybieni białych świadczy mnogość nazw nadawanych temu gatunkowi. W języku angielskim ma on 15 nazw zwyczajowych, we francuskim – 44, w holenderskim – 81, w niemieckim doliczono się ich aż 105[42]. Informacja ta tłumaczy, dlaczego naukowcy na świecie stosują ujednolicone nazewnictwo naukowe taksonów.
- Zgodnie z zestawieniem Majewskiego[40] w języku polskim stwierdzono następujące określenia tego gatunku: grzybyenye (1468), stulikep (1468) i stulikiepek, nenufar, grzibien (1491), wothna lylia (1468), lilia wodna (nazwa podawana przez autora jako popularna wśród ludu polskiego), nazwy lokalne i ludowe: gąska, grzebija, grzewija, grzybye, grzybine, kerzenka, mamałucha biała. Późniejsze źródła wymieniają dodatkowo następujące określenia ludowe: bonowie, grążel biały, momycz, wodna lilija[43].

## Zagrożenia i ochrona

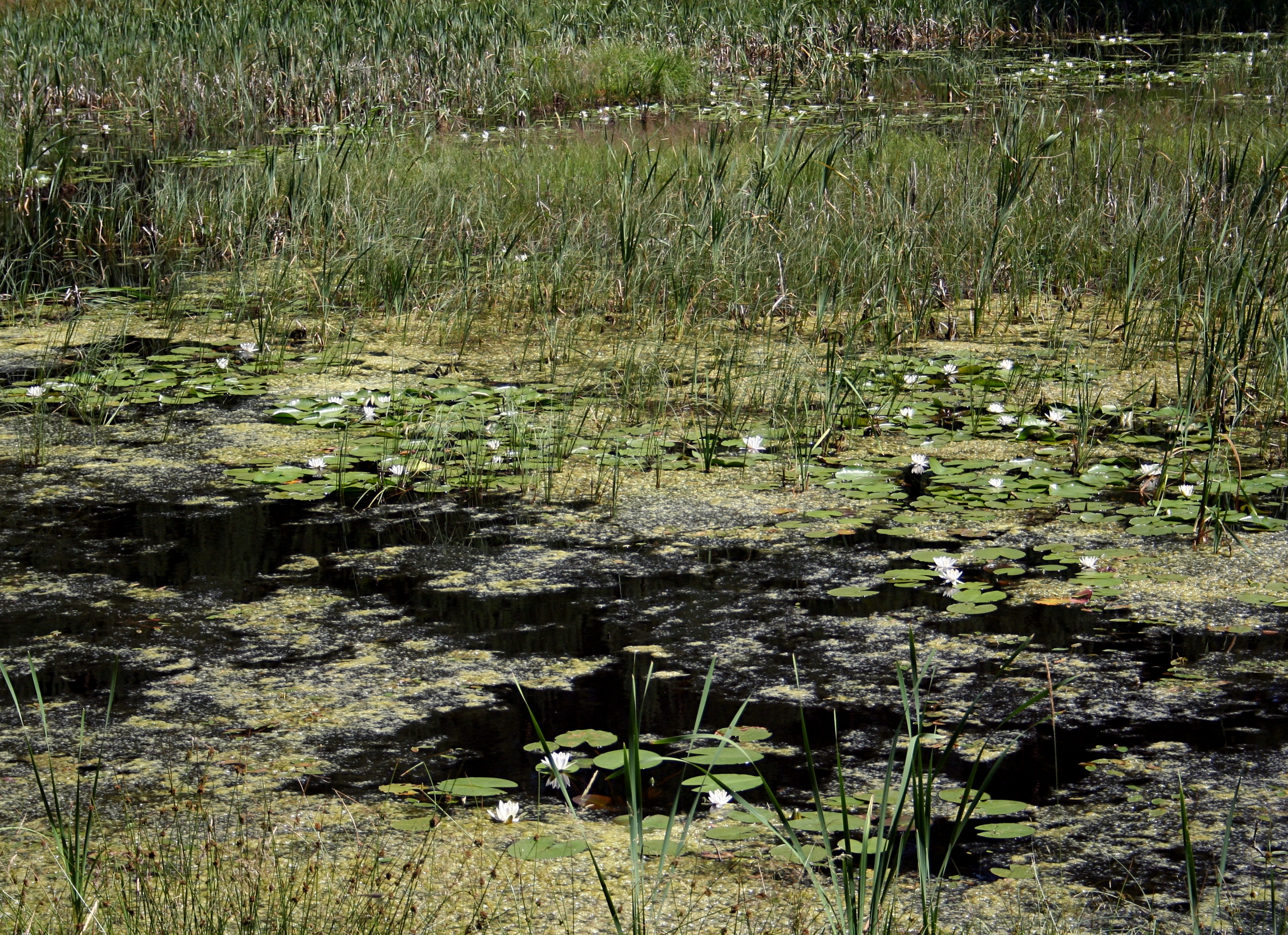
Grzybienie białe wśród roślinności wodnej w jednym ze zbiorników w Parku Narodowym Bory Tucholskie

Grzybienie białe ustępują, zwłaszcza w krajach wysoko rozwiniętych, na skutek hydrotechnicznego przekształcania zbiorników i cieków, odwadniania mokradeł, silnego zanieczyszczenia wód. Grzybienie w Polsce trafiły na listę gatunków chronionych wcześnie, bo już w 1957 roku i zostały objęte ochroną częściową. Ówczesna lista gatunków chronionych obejmowała głównie gatunki określane mianem „charyzmatycznych” – łatwo rozpoznawalne, efektowne, budzące przyjemne skojarzenia i pomagające krzewić potrzebę ochrony przyrody. W 1995 roku grzybienie białe (wraz z grzybieniami północnymi) objęto ochroną ścisłą, której gatunek podlegał do 2004 roku. Współcześnie, gdy ochrona gatunkowa stała się bardziej narzędziem praktycznej ochrony przyrody i objęto nią szereg roślin zagrożonych, obniżono status ochronny grzybieni białych i nieprzerwanie od 2004 r. chronione są częściowo. Ochrona prawna dotyczy roślin dziko rosnących na stanowiskach naturalnych (nie podlegają restrykcjom rośliny sadzone w stawach i oczkach wodnych).
Grzybienie białe podlegają także ochronie prawnej w Niemczech, Czechach, na Słowacji, Węgrzech, w Estonii, Słowenii, Austrii, Bułgarii, Izraelu. W Szwecji chronione jest naturalne stanowisko kultywaru o czerwonych kwiatach. W krajach Unii Europejskiej siedliska grzybieni białych w postaci jezior eutroficznych i starorzeczy chronione są jako siedliska przyrodnicze w obszarach Natura 2000.
W niektórych krajach gatunek występuje rzadko i pojawia się w Czerwonych Księgach Roślin Zagrożonych (np. w Bułgarii, Izraelu i Słowenii). W Czerwonej Księdze Roślin Walonii wymieniony jest podgatunek N. alba L. subsp. occidentalis.
W Izraelu, gdzie grzybienie białe wymarły w naturze, przeprowadzona została ich reintrodukcja.
W Polsce gatunek jest krytycznie zagrożony w skali regionalnej na obszarze Karpat, gdzie dla jego zachowania uznano za niezbędne zachowanie starorzeczy i nieuregulowanych odcinków rzek.

## Zastosowanie

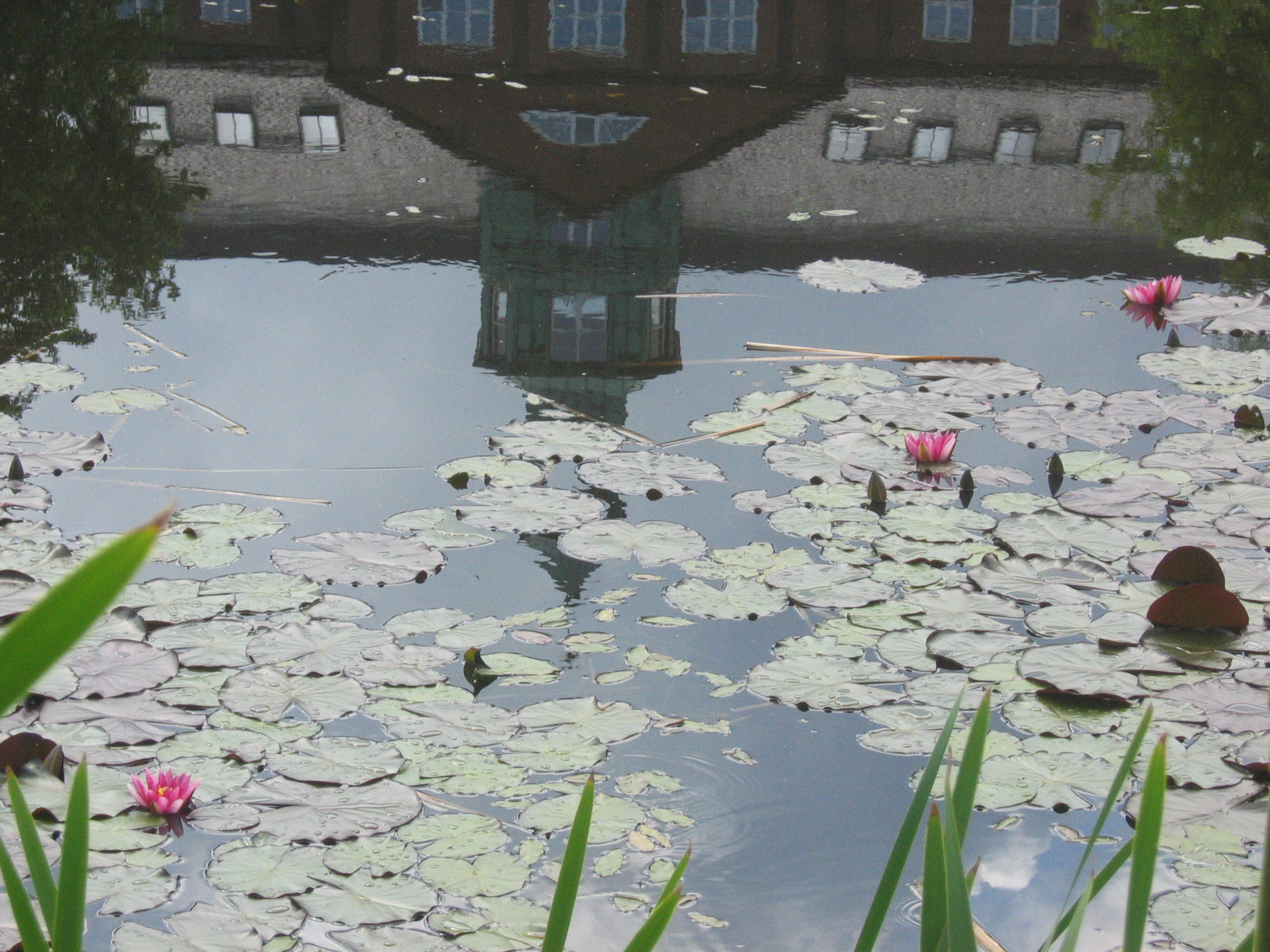
Grzybienie białe (odmiana z różowymi kwiatami) przed norweskim uniwersytetem w Ås

Roślina ozdobnaGatunek, w przeciwieństwie do odmian ozdobnych grzybieni mieszańcowych, jest stosunkowo rzadko uprawiany jako roślina ozdobna w stawach i oczkach wodnych. Problemem jest zwykle słaby wzrost i słabe kwitnienie tych roślin w warunkach uprawy. Bardzo cenione w uprawie są liczne odmiany ozdobne różniące się wielkością i barwą kwiatów oraz ubarwieniem liści i jego wzorami.
Roślina lecznicza
- Surowiec zielarski: kłącze grzybienia – Rhizoma Nymphaeae, kwiat grzybienia świeży – Flos Nymphaeae recens[56].
- Działanie lecznicze: wyciągi ze świeżych kwiatów są środkiem nasercowym i uspokajającym. Działają ogólnie uspokajająco, nasennie (z natężeniem zależnym od wrażliwości osobniczej) oraz hamują pobudzenie seksualne[57]. W polskiej medycynie ludowej świeże liście przykładano przy schorzeniach skóry (wrzody, wypryski, róża) oraz przy bólach głowy. Napar z suszonych liści stosowano wewnętrznie przy schorzeniach układu oddechowego. Na kresach wschodnich (przykład pochodzi z Dereszowic nad Prypecią) wywar z korzenia pito przy chorobach macicy, a wywar z kwiatu przy białych upławach[43].

Roślina barwierskaKorzenie ze związkami soli żelaza stosowane były do barwienia na intensywny kolor zielony. Stare kłącza farbują na kolor czarny.
Sztuka kulinarnaNiektóre źródła podają, że kłącza są pożywne ze względu na skrobię i jadalne po przegotowaniu, inne źródła ostrzegają przed substancjami toksycznymi, dodając, że prawdopodobnie jadalne są nasiona.
Roślina kosmetyczaKwiaty wykorzystywane były do wyrobu wody kwiatowej, a kłącze do pielęgnacji włosów.

## Uprawa
WymaganiaDo uprawy wybierać należy dobrze nasłonecznione oczka wodne i stawy (w cieniu i półcieniu rośliny kwitną słabo i kwiaty się nie rozwijają). Najlepszy efekt osiąga się przy sadzeniu grupowym lub masowym. Sadzić należy na dnie zbiornika, w żyznym ile bagiennym. W pojemnikach można uprawiać tylko odmiany karłowe. Odmiany barwne, pochodzenia mieszańcowego, wymagają bardziej żyznego podłoża, zasilanego co 2–3 lata świeżą ziemią kompostową, zmieszaną z rozłożonym krowieńcem. Rośliny takie mają też większe wymagania świetlne (najlepiej rozwijają się w lata ciepłe i słoneczne) i rosną na płytszych wodach (ok. 0,5 m głębokości). Grzybienie białe (niemieszańcowe) wymagają sadzenia na głębokości ok. 80 cm i większej.
RozmnażanieRozmnaża się przez podział kłącza (mieszańce tylko w ten sposób ponieważ z natury są bezpłodne), najlepiej w maju. Z powodu ochrony prawnej nie wolno pozyskiwać do uprawy roślin z natury. Zaleca się sadzenie młodych roślin najpierw w wodzie płytkiej, do czasu rozwinięcia pierwszych liści. Możliwe jest też rozmnażanie z nasion. Nasiona przechowuje się zalane wodą. Wysiewa się je w marcu–kwietniu do pojemników z ziemią darniową i piaskiem zanurzonych w wodzie o temperaturze ok. 10–12 °C, nasiona umieszcza się w podłożu na głębokości 1–2 cm. Po skiełkowaniu (zwykle po ok. 3 tygodniach) młode rośliny rozsadza się do coraz to większych pojemników w miarę ich wzrostu i umieszcza na głębszej wodzie, aż do docelowej głębokości (zwykle 40–50 cm).

## Szkodniki i choroby

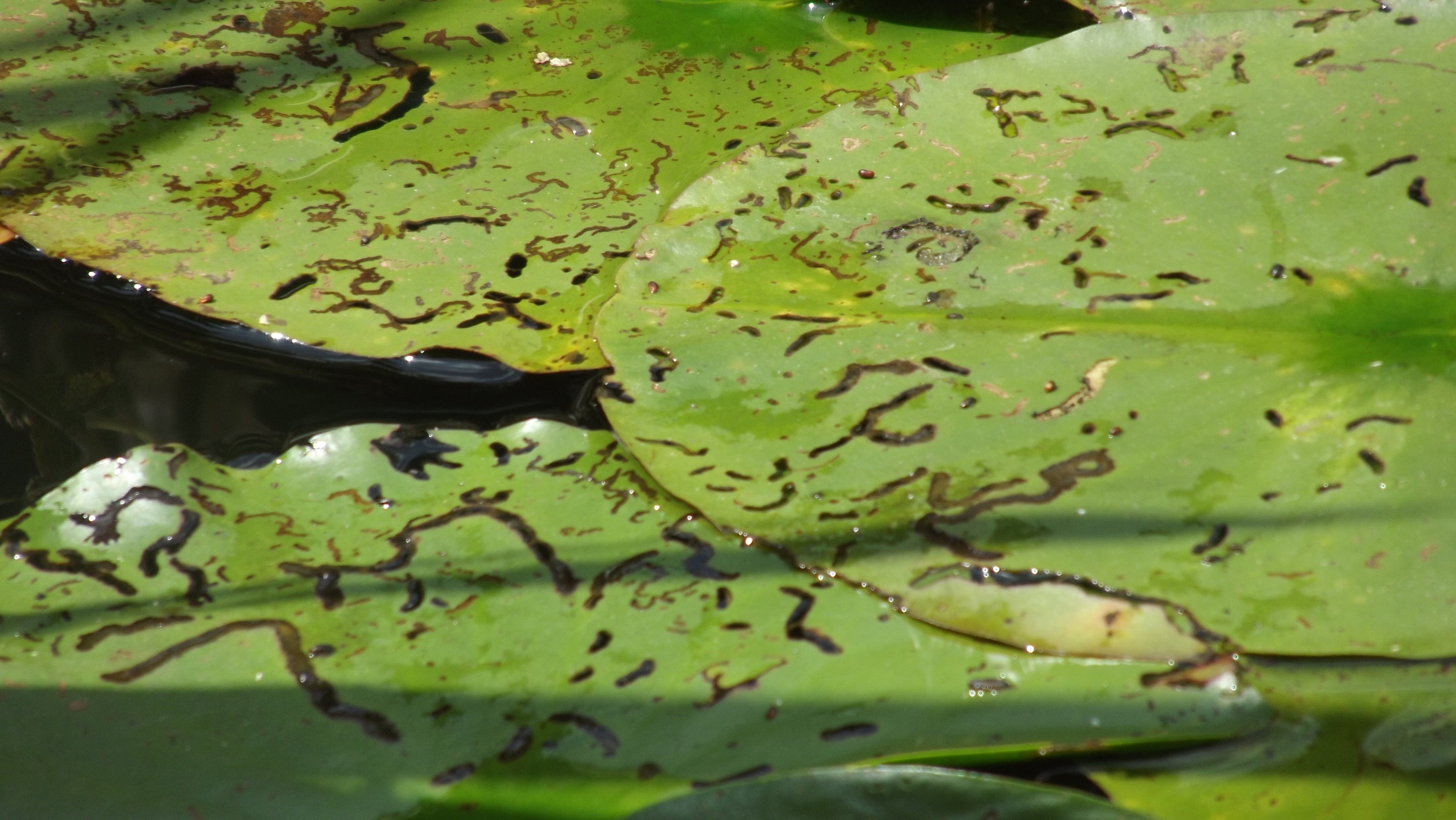
Liście uszkodzone przez szarynkę grzybieniówkę

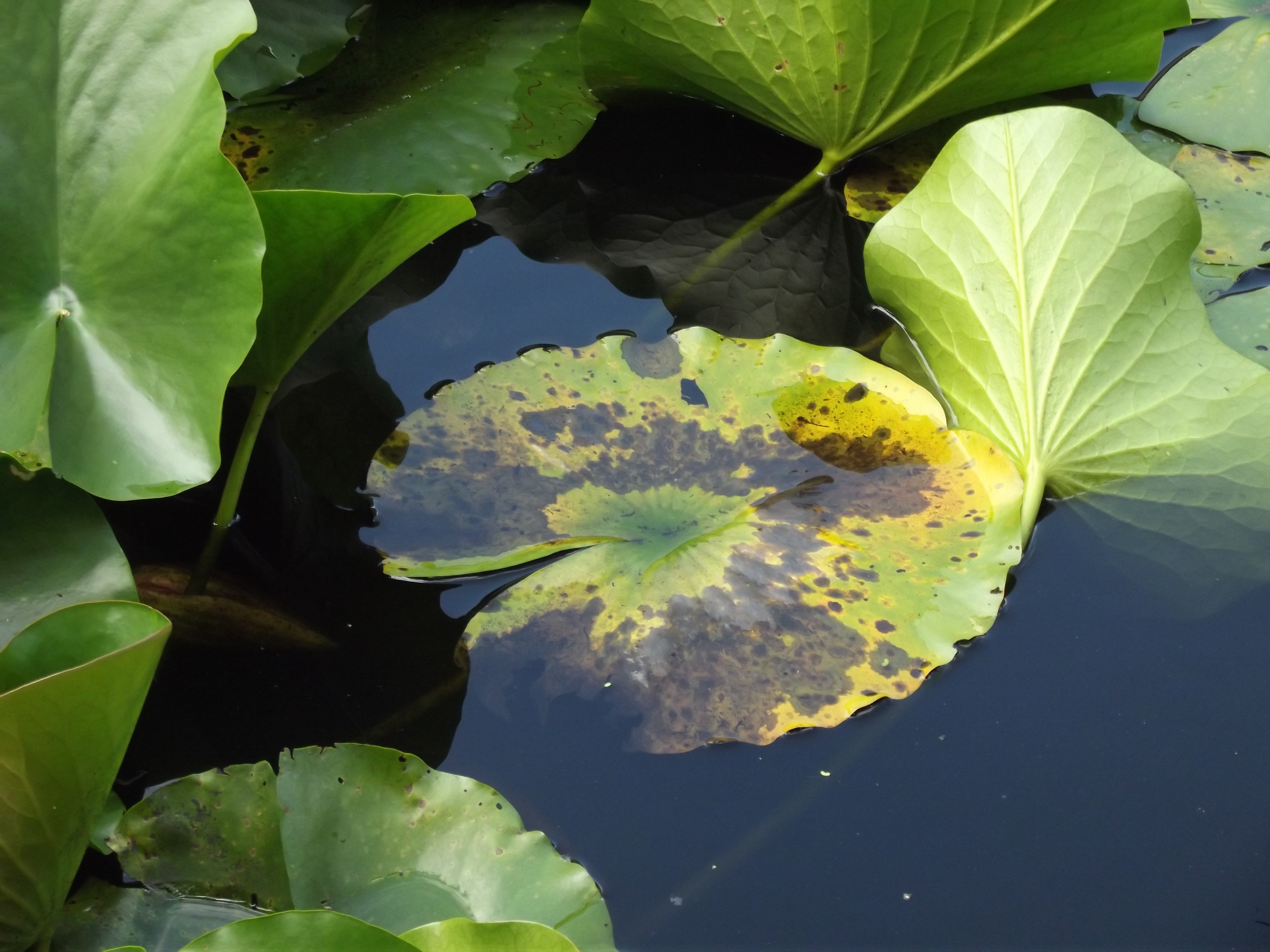
Grzybowa plamistość liści

Liście grzybieni są często i silnie zjadane przez larwy i owady dorosłe szarynki grzybieniówki Galerucella nymphaeae. Liście i kwiaty zjadają także gąsienice molika nymfy świtezianki Nymphula nymphaeata. Częstą chorobą grzybieni jest grzybowa plamistość liści. Pojawia się ona zwykle pod koniec lata, zwykle po dłuższych okresach ciepłej i wilgotnej pogody. Powodują ją różne grzyby (Cercospora, Cladosporium, Phyllosticta), a w jej efekcie na liściach powstają brązowe plamy, z czasem dziury. Gniją także ogonki liściowe, tak że porażone liście dają się łatwo wyciągać z wody.
Uszkodzenia liści powstają także przy zroszeniu ich powierzchni wodą (przy silnym nasłonecznieniu) oraz w wyniku letniego gradobicia.

## Obecność w literaturze, sztuce i heraldyce
- Kwiaty grzybieni były w Starożytnym Egipcie ulubionym motywem zdobniczym w metaloplastyce, na przedmiotach z fajansu, alabastru, wypalanej gliny, na kapitelach kolumn świątynnych, a motyw liści zdobił lustra. Większość znawców roślin biblijnych uważa, że również kapitele kolumn pierwszej Świątyni Jerozolimskiej miały kształt kwiatów grzybieni białych i grzybieni egipskich[60].
- Kwiaty grzybieni są nierzadkim motywem malarskim. Najsłynniejszą serię obrazów poświęcił tym kwiatom Claude Monet. Malował te rośliny od 1897 do 1926 w Giverny pod Paryżem w cyklu obrazów o tytule Lilie wodne (Les Nymphéas)[61]. Inni malarze, którzy przedstawiali grzybienie to m.in. Karl Hagemeister (obraz pt. Seerosen), Ernst Josephson (obraz pt. The Water Sprite).
- Maria Dąbrowska uwieczniła nenufary w swej powieści Noce i dnie, gdzie wystąpiły one w roli najbardziej romantycznego bukietu (inspiracją dla tej sceny były okolice Piorunowa w powiecie łaskim).
- Juan Ramón Jiménez (laureat literackiej nagrody Nobla) jedną ze swych pierwszych powieści zatytułował Nenufary.
- Grzybienie białe są jednym z 60 gatunków roślin wymienionych w eposach homeryckich (Iliadzie i Odysei)[62].
- Grzybienie przedstawione są na witrażu świętego Franciszka z Asyżu w bazylice mniejszej oo. Franciszkanów w Krakowie stanowiąc jeden z elementów symbolizujących żywioł wody[63].
- Siedem liści grzybieni białych o barwie czerwonej znajduje się na oficjalnej (od 1889 r.) fladze Fryzji. Flaga z liśćmi grzybieni wymieniana jest już w źródłach z XI w. Liście symbolizują siedem historycznych krain fryzyjskich, istniejących od wieku VIII do XIV[64].
- Corocznie w lipcu odbywa się w miejscowości Lubrza w województwie lubuskim impreza kulturalna pod nazwą Noc Nenufarów. Nazwa nawiązuje do lokalnej legendy o córce rybaka zaklętej w kwiat grzybieni[65].

Flaga Fryzji
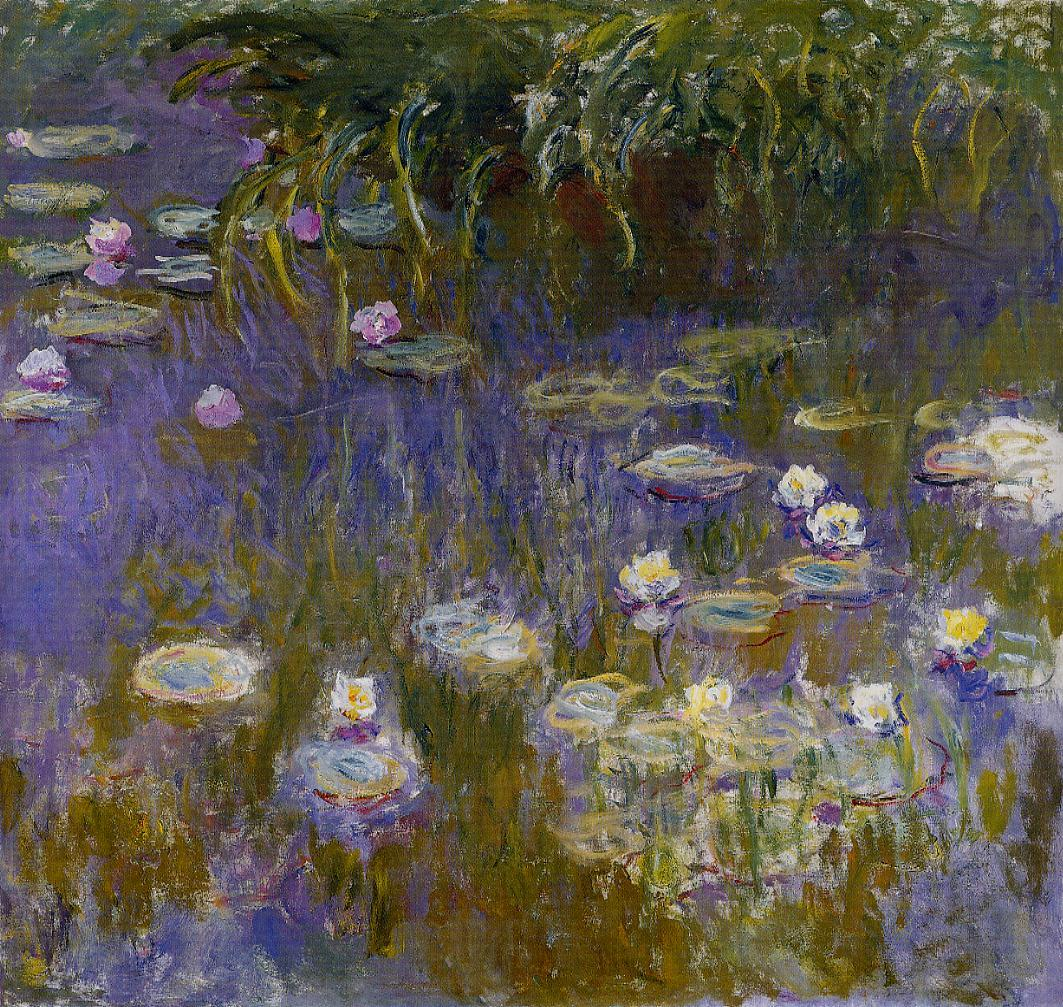
Claude Monet: Nenufary (1914–1917)
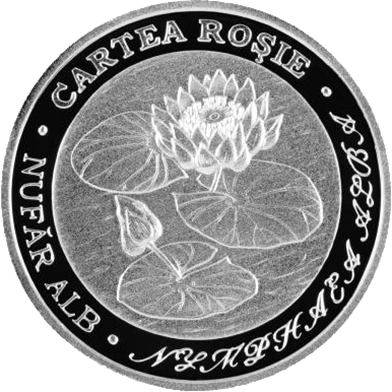
Mołdawska moneta 10 lei
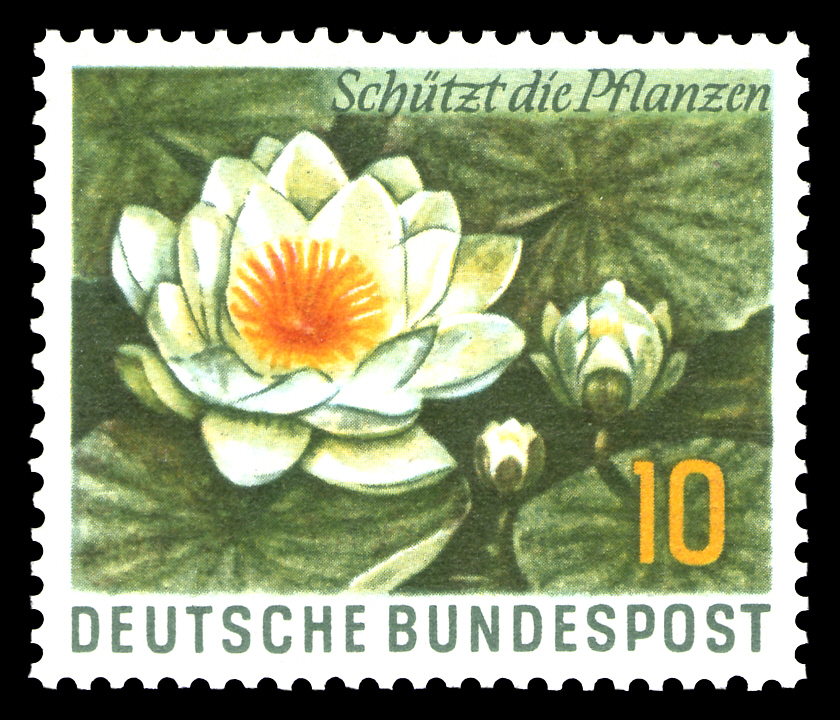
Niemiecki znaczek pocztowy